# Nyctiophylax noctiflavus
Nyctiophylax noctiflavus är en nattsländeart som beskrevs av Wolfram Mey 1998. Nyctiophylax noctiflavus ingår i släktet Nyctiophylax och familjen fångstnätnattsländor. Inga underarter finns listade i Catalogue of Life.